# Kevin Costner
Kevin Costner (Lynwood, 1955. január 18. –) kétszeres Oscar-díjas amerikai filmrendező, színész, producer, country-zenész.

## Életrajz
Lynwoodban, Kaliforniában született. A Kaliforniai Állami Egyetemen végzett marketing szakon. A szakmában azonban mindössze egyetlen hónapot dolgozott, mielőtt felcsapott színésznek. Első házasságából született három gyermeke: Anny, Lily és Joe. Házassága 1996-ban válságba jutott, majd nem sokkal később el is vált. Rövidesen megszületett negyedik gyermeke, Lyam, egy egyéjszakás kalandból.
Filmes pályája nem indult be könnyen. Rengeteg kivágott jelenet és mellékszerep után következett a nagy áttörés 1985-ben a Silverado című westernnel. Az 1987-es Nincs kiút című politikai thriller és az Aki legyőzte Al Caponét már biztosan megalapozták a producerek bizalmát. Igazi sztárrá (és mellesleg szexszimbólummá) végül a Baseball bikák tette. Ezután Hollywood sármos aranyifja 1990-ben hatalmas vállalkozásba kezdett, és feltámasztotta a halottnak hitt western műfaját: hossza ellenére a Farkasokkal táncoló a közönség jóvoltából minden idők egyik legnagyobb kasszasikere lett,[forrás?] és hét Oscar-díjat nyert (noha sokak szerint abban az évben a Nagymenők című Scorsese-műnek kellett volna tarolnia az Oscaron; ez a film csak egy díjat kapott). A Farkasokkal táncoló sikerét a további filmjei közül egyik sem érte el. Costner hamar eljutott pályája csúcsára: a Whitney Houstont pátyolgató Több, mint testőr, a Robin Hood, a tolvajok fejedelme és Oliver Stone JFK – A nyitott dosszié című filmje jó húzásnak bizonyult. Az előbbi kettő a kritikai köröket megosztotta, de a közönség ennek ellenére is kasszasikerré tette őket. A sztár azonban a 90-es évek második felében hirtelen pozíciót váltott: egyrészt a kritika és a pletykalapok egyik első számú célpontja lett, másrészt a hatalmas fiaskók mestere. A Waterworld és a A jövő hírnöke hírhedt anyagi és szakmai csődnek minősültek Hollywoodban.
Costner azóta elismerést nyert az Apátlan anyátlanokkal és a Fegyvertársak című westernnel, amivel másodjára hívta új életre a műfajt. Jelenleg második feleségével él a coloradói Aspenben.
Kevin Costner 2007 óta turnézik a Kevin Costner & Modern West nevű country-rock zenekarral, mellyel 2011-ig három stúdióalbumot jelentettek meg. Felléptek Európában is, többek között Ausztriában, Németországban, Svájcban, Svédországban és Görögországban.

## Diszkográfia
Kevin Costner & Modern West
A zenekar tagjai: Kevin Costner, John Coinman, Teddy Morgan, Blair Forward, Larry Cobb, Park Chisolm, Roddy Chong, Bobby Yang és Luke Bulla.
Albumok
- Tales From Yellowstone (2020, Kevin's Music LLC)
- Famous for Killing Each Other: Music from and Inspired By Hatfields & McCoys (2012 / Madison Gate Records)
- Best Of Kevin Costner & Modern West (2012 / Ear Music)
- From Where I Stand (2011 / Ear Music)
- Turn It On (2010 / Ear Music)
- Untold Truth (2008 / Universal Music)

EP-k
- Kevin Costner & Modern West  (2008 / Universal Records South)

Kislemezek
- Love Shine (2017)
- Stand Strong (2015)
- Alive in the City (2014)
- The Angels Came Down (2012)
- Let Go Tonight (featuring Nena) (2011)
- Let Me Be the One (featuring Sara Beck) (2010)
- Hey Man What About You (2009)
- Backyard (2009)
- Long Hot Night (2008)
- Superman 14 (2008)

Roving Boy
A zenekar tagjai: Kevin Costner, John Coinman, Blair Forward és Steve Appel.
Albumok
- The Simple Truth (1988, Japan Record)

EP-k
- Diamond Collection (1988, Japan Record)

Kislemezek
- Jenny I Know (1988, Japan Record)
- The Simple Truth (1988, Japan Record)

## Filmográfia
- Horizont: Egy amerikai eposz (rendező is, 2024)
- Zack Snyder: Az Igazság Ligája (2021)
- A vér földje (2020)
- Ebgondolat (2019)
- Útonállók (2019)
- Yellowstone (2019)
- Elit játszma (2017)
- A számolás joga (2016)
- Beépített tudat (2016)
- Batman Superman ellen – Az igazság hajnala (2016)
- Terepfutás (2015)
- Black or White (2014)
- Újoncok napja (2014)
- 3 nap a halálig (2014)
- Jack Ryan: Árnyékügynök (2014)
- Az acélember (2013)
- A Hatfield-McCoy viszály (2012)
- Vállalati csalódások (2010)
- A másik lány (2009)
- Döntő szavazat (2008)
- Mr. Brooks (2007)
- Hullámtörők (2006)
- Azt beszélik... (2005)
- Apátlan anyátlanok (2005)
- Fegyvertársak (rendező is, 2003)
- Szitakötő (2002)
- Milliókért a pokolba (2001)
- Tizenhárom nap – Az idegháború (2000)
- Ilyen a boksz (1999)
- A pálya csúcsán (1999)
- Üzenet a palackban (1999)
- A jövő hírnöke (rendező is, 1997)
- Fejjel a falnak (1996)
- Waterworld – Vízivilág (1995)
- Háború (1994)
- Wyatt Earp (1994)
- Rapa Nui – A világ közepe (csak producer, 1994)
- Tökéletes világ (1993)
- Több mint testőr (1992)
- JFK – A nyitott dosszié (1991)
- Robin Hood, a tolvajok fejedelme (1991)
- Farkasokkal táncoló (rendező is, 1990)
- Revans (1990)
- Baseball álmok (1989)
- Baseball bikák (1988)
- Nincs kiút (1987)
- Aki legyőzte Al Caponét (1987)
- Elképesztő történetek: A küldetés (1985)
- Hegyek pokla (1985)
- Silverado (1985)
- Fandangó (1985)
- Fegyvercsempész (1983)
- Testamentum (1983)
- Asztal öt személyre (1983)
- Stacy lovagjai (1982)
- Sötét árnyak (1982)
- Frances (1982)
- Éjszakai műszak (1982)
- Álmok nyomában (1981)
- Malibu Hot Summer (1974)

## Díjak és jelölések
Oscar-díj
- 1991 díj: legjobb rendező (Farkasokkal táncoló)
- 1991 díj: legjobb film (Farkasokkal táncoló)
- 1991 jelölés: legjobb férfi főszereplő (Farkasokkal táncoló)

Golden Globe-díj
- 2023 díj: legjobb férfi főszereplő (drámasorozat) (Yellowstone)
- 2013 díj: legjobb férfi főszereplő (minisorozat vagy tévéfilm) (Hatfields & McCoys)
- 1991 díj: legjobb rendező (Farkasokkal táncoló)
- 1997 jelölés: legjobb férfi főszereplő (vígjáték vagy musical) (Fejjel a falnak)
- 1992 jelölés: legjobb férfi főszereplő (filmdráma) (JFK – A nyitott dosszié)
- 1991 jelölés: legjobb férfi főszereplő (filmdráma) (Farkasokkal táncoló)

BAFTA-díj
- 1992 jelölés: legjobb film (Farkasokkal táncoló)
- 1992 jelölés: legjobb rendező (Farkasokkal táncoló)
- 1992 jelölés: legjobb férfi főszereplő (Farkasokkal táncoló)

Berlini Nemzetközi Filmfesztivál
- 1991 jelölés: Arany Medve (Farkasokkal táncoló)

Arany Málna díj
- 2002 jelölés: legrosszabb férfi főszereplő (Milliókért a pokolba)
- 2002 jelölés: legrosszabb filmes páros (Milliókért a pokolba)
- 2000 jelölés: legrosszabb férfi főszereplő (A pálya csúcsán)
- 1998 díj: legrosszabb rendező (A jövő hírnöke)
- 1998 díj: legrosszabb film (A jövő hírnöke)
- 1998 díj: legrosszabb férfi főszereplő (A jövő hírnöke)
- 1996 jelölés: legrosszabb film (Waterworld – Vízivilág)
- 1996 jelölés: legrosszabb férfi főszereplő (Waterworld – Vízivilág)
- 1995 díj: legrosszabb remake vagy folytatás (Wyatt Earp)
- 1995 díj: legrosszabb férfi főszereplő (Wyatt Earp)
- 1995 jelölés: legrosszabb film (Wyatt Earp)
- 1995 jelölés: legrosszabb páros (Wyatt Earp)
- 1993 jelölés: legrosszabb film (Több mint testőr)
- 1993 jelölés: legrosszabb férfi főszereplő (Több mint testőr)
- 1992 díj: legrosszabb férfi főszereplő (Robin Hood – A tolvajok fejedelme)

## Művei
- Felfedezők társasága; szöveg Jon Baird, Kevin Costner, Stephen Meyer, ill. Rick Ross, ford. Hegedűs Péter; Bluemoon, Bp., 2017
  - 1. Utazás Shambalába. Beavatás a titkos társaságba és bizonyos utazók kalandjainak leírása, amelyeken a szent város utáni kiterjedt kutatásuk során keresztülmentek az 1912–1918. esztendőkben; 2017

## Életrajzi könyv
- Kelvin Caddies: Kevin Costner. Hollywood hercege; ford. Németi Anita; Phoenix, Debrecen, 1993 (a katalógusokban formailag hibás ISBN-nel szerepel) ISBN 963-7457-05-0